# Amyna acuta
Amyna acuta är en fjärilsart som beskrevs av Emilio Berio 1959. Amyna acuta ingår i släktet Amyna och familjen nattflyn. Inga underarter finns listade i Catalogue of Life.